# شمال انفيلد (دائرة انتخابية في المملكة المتحدة)
شمال انفيلد  (بالإنجليزية: Enfield North)‏ هي إحدى الدوائر الانتخابية في المملكة المتحدة الممثلة في مجلس العموم في برلمان المملكة المتحدة.
عضو البرلمان الذي يمثلها حالياً هو :Joan Ryan (Lab).